# テングハギモドキ
テングハギモドキ （天狗剥擬学名：Naso hexacanthus）は、テングハギ属に属する魚。

## 分類・名称
オランダの医師、爬虫類学者、魚類学者のピーター・ブリーカーによってPriodon hexacanthusとして記載され、タイプ産地はインドネシアのモルッカ諸島のアンボン島。
種小名は「6本の棘」を意味し、6本の背鰭棘を意味している。blue-tail unicorn、Thorpe's unicornfish、blacktongue unicornfish、ʻopelu kalaなどの別名がある。

## 分布・生態
ハワイ諸島からアフリカ、インドに至る太平洋、インド洋に分布する。日本では千葉県以南の太平洋沿岸、伊豆諸島、琉球列島、小笠原諸島などに生息する。水深15mのラグーン、サンゴ礁の斜面や岩礁で大きな群れを作って遊泳する。水深135mの場所でも発見されている。ゾエアなどの動物プランクトン、藻類も食べる。

## 形態
体長は70cm程度。前頭部に角のような突起が無く、膨出もしないことや、尾柄部に大きな骨質板を2つ持つことなどが特徴。体長が25cmまで成長すると舌が黒色になる。雄は求愛行動として婚姻色が現れる。体色は濃い茶色から黄色で、場合によっては青や銀色。

## 人との関わり
追い込み漁などで漁獲され、奄美大島や沖縄県などで稀に流通する。刺身、煮物、唐揚げなどにして食べられる。国際自然保護連合(IUCN)によって低危険種に指定されている。